# گارگایو
گارگایو (به اسپانیایی: Gargallo, Aragon) یک شهرستان در اسپانیا است که در استان تروئل واقع شده‌است.

## خصوصیات
گارگایو ۲۹٫۹۷ کیلومترمربع مساحت و ۱۱۲ نفر جمعیت دارد و ۹۴۱ متر بالاتر از سطح دریا واقع شده‌است.